# Lara Arruabarrena Vecino
Lara Arruabarrena Vecino (San Sebastián, 1992. március 20. –) spanyol hivatásos teniszezőnő.
2010-ben a juniorok között párosban döntőt játszott a Roland Garroson, de oldalán honfitársával, María-Teresa Torró-Florral vereséget szenvedtek a Babos Tímea–Sloane Stephens-kettőstől.
2007–2022 közötti pályafutása során a felnőttek között egyéniben két WTA-tornán tudott győzni, először 2012 februárjában, amikor nagy meglepetésre a világranglista 174. helyezettjeként megnyerte a bogotai International tornát. Emellett 1 WTA125K- és 13 ITF-tornán végzett az első helyen. Párosban nyolc WTA-, 1 WTA125K- és 9 ITF-tornagyőzelmet szerzett. Az egyéni világranglistán a legjobb helyezése az 52. volt, amelyet 2017. július 3-án ért el, párosban a legjobb helyezése a 2016. február 22-én elért 28. hely. A Grand Slam-tornákon egyéniben mind a négy tornán a második körig sikerült jutnia, párosban a legjobb eredménye a 2020-as Australian Openen elért 3. kör.
2022 augusztusában jelentette be visszavonulását a profi tenisztől.

## Junior Grand Slam-döntői

### Páros

#### Elveszített döntői (1)
| Év   | Helyszín      | Partner                 | Ellenfél a döntőben         | Eredmény a döntőben |
| 2010 | Roland Garros | María-Teresa Torró-Flor | Babos Tímea Sloane Stephens | 2–6, 3–6            |

## WTA-döntői

### Egyéni

#### Győzelmei (2)
| Összesítés           |                        |
| Grand Slam-torna (0) |                        |
| Tier I (0)           | Premier Mandatory* (0) |
| Tier II (0)          | Premier Five* (0)      |
| Tier III (0)         | Premier* (0)           |
| Tier IV (0)          | International* (2)     |
| Tier V (0)           | Challenger* (0)        |

* 2009-től megváltozott a tornák rendszere. Challenger tornákat 2012-től rendeznek.
 Az egymás mellett azonos színnel jelölt tornatípusok között nincs teljes mértékű megfelelés.
| No. | Dátum                | Helyszín                | Borítás | Ellenfél a döntőben | Eredmény a döntőben | Eredmény a döntőben |
| 1.  | 2012. február 19.    | Copa Colsanitas, Bogotá | Salak   | Alekszandra Panova  | 6–2, 7–5            | (részletek)         |
| 2.  | 2016. szeptember 25. | KDB Korea Open, Szöul   | Salak   | Monica Niculescu    | 6–0, 2–6, 6–0       |                     |

#### Elveszített döntői (2)
| No. | Dátum             | Helyszín                | Borítás | Ellenfél a döntőben       | Eredmény a döntőben | Eredmény a döntőben |
| 1.  | 2017. április 16. | Copa Colsanitas, Bogotá | Salak   | Francesca Schiavone       | 2–6, 5–7            |                     |
| 2.  | 2018. április 15. | Copa Colsanitas, Bogotá | Salak   | Anna Karolína Schmiedlová | 2–6, 4–6            |                     |

### Páros

#### Győzelmei (8)
| Összesítés           |                        |
| Grand Slam-torna (0) |                        |
| Tier I (0)           | Premier Mandatory* (0) |
| Tier II (0)          | Premier Five* (0)      |
| Tier III (0)         | Premier* (0)           |
| Tier IV (0)          | International* (8)     |
| Tier V (0)           | Challenger* (0)        |

* 2009-től megváltozott a tornák rendszere. Challenger tornákat 2012-től rendeznek.
 Az egymás mellett azonos színnel jelölt tornatípusok között nincs teljes mértékű megfelelés.
|    | Dátum                | Torna                                     | Borítás   | Partner                 | Ellenfelek a döntőben            | Eredmény a döntőben  |
| 1. | 2013. április 14.    | Katowice Open, Katowice, Lengyelország    | Salak (f) | Lourdes Domínguez Lino  | Raluca Olaru Valerija Szolovjeva | 6–4, 7–5             |
| 2. | 2014. április 12.    | Copa Colsanitas, Bogotá, Kolumbia         | Salak     | Caroline Garcia         | Vania King Chanelle Scheepers    | 7–6(5), 6–4          |
| 3. | 2014. szeptember 21. | Kia Korea Open, Szöul, Dél-Korea          | Kemény    | Irina-Camelia Begu      | Mona Barthel Mandy Minella       | 6-3, 6-3             |
| 4. | 2015. február 28.    | Abierto Mexicano Telcel, Acapulco, Mexikó | Kemény    | María Teresa Torró Flor | Andrea Hlaváčková Lucie Hradecká | 7–6(2), 5–7, [13–11] |
| 5. | 2015. szeptember 27. | KDB Korea Open, Szöul, Dél-Korea          | Hard      | Andreja Klepač          | Kiki Bertens Johanna Larsson     | 2–6, 6–3, [10–6]     |
| 6. | 2016. április 17.    | Copa Colsanitas, Bogotá, Kolumbia         | Salak     | Tatjana Maria           | Gabriela Cé Andrea Gámiz         | 6–2, 4–6, [10–8]     |
| 7. | 2016. július 17.     | Ladies Championship Gstaad, Gstaad, Svájc | Salak     | Xenia Knoll             | Annika Beck Jevgenyija Rogyina   | 6–1, 3–6, [10–8]     |
| 8. | 2019. szeptember 22. | Korea Open, Szöul, Dél-Korea              | Kemény    | Tatjana Maria           | Hayley Cartes Luisa Stefani      | 7–6(7), 3–6, [10–7]  |

#### Elveszített döntői (6)
|    | Dátum              | Torna                                              | Borítás | Partner          | Ellenfelek a döntőben                  | Eredmény a döntőben |
| 1. | 2014. október 12.  | Japan Women's Open, Oszaka, Japán                  | Kemény  | Tatjana Malek    | Aojama Suko Renata Voráčová            | 1-6, 2-6            |
| 2. | 2015. május 23.    | Nürnberger Versicherungscup, Nürnberg, Németország | Salak   | Raluca Olaru     | Csan Hao-csing Anabel Medina Garrigues | 4–6, 6–7(5)         |
| 3. | 2015. július 26.   | Gastein Ladies, Bad Gastein, Ausztria              | Salak   | Lucie Hradecká   | Danka Kovinić Stephanie Vogt           | 6–4, 4–6, [3–10]    |
| 4. | 2015. augusztus 8. | Citi Open, Washington, Amerikai Egyesült Államok   | Kemény  | Andreja Klepač   | Belinda Bencic Kristina Mladenovic     | 5–7, 6–7(7)         |
| 5. | 2015. október 18.  | Hong Kong Open, Hongkong                           | Kemény  | Andreja Klepač   | Alizé Cornet Jaroszlava Svedova        | 5–7, 4–6            |
| 6. | 2018. július 22.   | Ladies Championship Gstaad, Gstaad                 | Salak   | Bacsinszky Tímea | Alexa Guarachi Desirae Krawczyk        | 6–4, 4–6, [6–10]    |

## WTA 125K döntői

### Egyéni: 1 (1–0)
| Eredmény | No. | Dátum             | Torna               | Borítás | Ellenfél a döntőben | Eredmény |
| -------- | --- | ----------------- | ------------------- | ------- | ------------------- | -------- |
| Győztes  | 1.  | 2013. február 16. | Copa Bionaire, Cali | Salak   | Catalina Castaño    | 6–3, 6–2 |

### Páros: 1 (1–0)
| Eredmény | No. | Dátum              | Torna     | Borítás | Partner         | Ellenfelek a döntőben  | Eredmény            |
| -------- | --- | ------------------ | --------- | ------- | --------------- | ---------------------- | ------------------- |
| Győztes  | 1.  | 2019. augusztus 4. | Karlsruhe | Salak   | Renata Voráčová | Han Hszin-jün Yuan Yue | 6–7(2), 6–4, [10–4] |

## ITF döntői
| Díjazás        |
| -------------- |
| $100,000 torna |
| $75,000 torna  |
| $50,000 torna  |
| $25,000 torna  |
| $10,000 torna  |

### Egyéni: 14 (12 győzelem, 2 döntő)
| Eredmény | No. | Dátum                | Torna                                | Borítás | Ellenfél               | Eredmény      |
| -------- | --- | -------------------- | ------------------------------------ | ------- | ---------------------- | ------------- |
| Győztes  | 1.  | 2008. július 5.      | Oviedo, Spanyolország                | Kemény  | Hermon Brhane          | 7–6(2), 6–4   |
| Döntős   | 1.  | 2008. október 26.    | Sant Cugat del Vallès, Spanyolország | Salak   | Eva Fernández Brugués  | 4–6, 6–7      |
| Győztes  | 2.  | 2009. április 26.    | Torrent, Spanyolország               | Salak   | Marta Marrero          | 6–2, 6–3      |
| Győztes  | 3.  | 2009. szeptember 20. | Lleida, Spanyolország                | Salak   | Diana Enache           | 6–3, 5–7, 6–2 |
| Győztes  | 4.  | 2009. október 24.    | Sevilla, Spanyolország               | Salak   | Neda Kozić             | 6–1, 6–2      |
| Győztes  | 5.  | 2010. május 9.       | Badalona, Spanyolország              | Salak   | Jevgenyija Krivorucsko | 6–4, 6–3      |
| Győztes  | 6.  | 2010. november 7.    | Mallorca, Spanyolország              | Salak   | Sandra Soler Sola      | 6–3, 6–3      |
| Győztes  | 7.  | 2010. november 14.   | Mallorca, Spanyolország              | Salak   | Maria João Koehler     | 7–6(2), 6–3   |
| Győztes  | 8.  | 2010. november 28.   | Vallduxo, Spanyolország              | Salak   | Nanuli Pipiya          | 7–5, 7–6(6)   |
| Győztes  | 9.  | 2010. december 5.    | Vinaròs, Spanyolország               | Salak   | Cristina Dinu          | 6–2, 6–0      |
| Győztes  | 10. | 2011. február 13.    | Mallorca, Spanyolország              | Salak   | Conny Perrin           | 6–1, 6–2      |
| Győztes  | 11. | 2011. március 13.    | Madrid, Spanyolország                | Salak   | Leticia Costas Moreira | 6–4, 6–2      |
| Győztes  | 12. | 2014. augusztus 17.  | Bogotá, Kolumbia                     | Salak   | Johanna Larsson        | 6–1, 6–3      |
| Döntős   | 2.  | 2016. április 3.     | Osprey, United States                | Kemény  | Madison Brengle        | 6–4, 4–6, 3–6 |

### Páros: 15 (9 győzelem, 6 döntő)
| Eredmény | No. | Dátum                | Torna                                | Borítás | Partner                 | Ellenfelek                                | Eredmény         |
| -------- | --- | -------------------- | ------------------------------------ | ------- | ----------------------- | ----------------------------------------- | ---------------- |
| Döntős   | 1.  | 2009. április 25.    | Torrent, Spanyolország               | Salak   | Carla Roset Franco      | Martina Caciotti Nicole Clerico           | 6–7, 6–0, [9–11] |
| Győztes  | 1.  | 2009. szeptember 5.  | Mollerussa, Spanyolország            | Kemény  | Carla Roset Franco      | Tatiana Búa Inés Ferrer Suárez            | 6–3, 2–6, [10–6] |
| Győztes  | 2.  | 2009. november 28.   | Vallduxo, Spanyolország              | Salak   | Amanda Carreras         | Yera Campos Molina Sandra Soler Sola      | 6–4, 3–6, [11–9] |
| Győztes  | 3.  | 2010. július 3.      | Mont-de-Marsan, Franciaország        | Salak   | Inés Ferrer Suárez      | Nagyija Kicsenok Constance Sibille        | 6–3, 6–1         |
| Döntős   | 2.  | 2010. augusztus 13.  | Koksijde, Belgium                    | Salak   | María Teresa Torró Flor | Nicole Clerico Justine Ozga               | 7–5, 4–6, [6–10] |
| Győztes  | 4.  | 2010. október 9.     | Madrid, Spanyolország                | Salak   | María Teresa Torró Flor | Irina-Camelia Begu Elena Bogdan           | 6–4, 7–5         |
| Győztes  | 5.  | 2010. november 6.    | Mallorca, Spanyolország              | Salak   | Inés Ferrer Suárez      | Maria João Koehler Avgusta Tsybysheva     | 7–5, 6–2         |
| Döntős   | 3.  | 2010. november 27.   | Vallduxo, Spanyolország              | Salak   | Benedetta Davato        | Amanda Carreras Andrea Gámiz              | 6–7(5), 3–6      |
| Győztes  | 6.  | 2011. szeptember 10. | Biella, Olaszország                  | Salak   | Jekatyerna Lopesz       | Janette Husárová Renata Voráčová          | 6–3, 0–6, [10–3] |
| Győztes  | 7.  | 2011. október 23.    | Sevilla, Spanyolország               | Salak   | Estrella Cabeza Candela | Leticia Costas Moreira Inés Ferrer Suárez | 6–4, 6–4         |
| Döntős   | 4.  | 2012. július 9.      | Biarritz, Franciaország              | Salak   | Mónica Puig             | Séverine Beltrame Laura Thorpe            | 2–6, 3–6         |
| Döntős   | 5.  | 2013. október 7.     | Sant Cugat del Vallès, Spanyolország | Salak   | Amanda Carreras         | Tatiana Búa Andrea Gámiz                  | 6–4, 2–6, [7–10] |
| Döntős   | 6.  | 2014. május 26.      | Grado, Olaszország                   | Salak   | Florencia Molinero      | Verónica Cepede Royg Stephanie Vogt       | 4–6, 2–6         |
| Győztes  | 8.  | 2014. augusztus 16.  | Bogotá, Kolumbia                     | Salak   | Florencia Molinero      | Melanie Klaffner Patricia Mayr-Achleitner | 6–2, 6–0         |
| Győztes  | 9.  | 2019. október 13.    | Riba-roja de Túria, Spanyolország    | Salak   | Sara Errani             | Marie Benoît Ioana Loredana Roșca         | 3–6, 6–4, [10–8] |

## Eredményei Grand Slam-tornákon

### Egyéni
| Grand Slam | Australian Open | Australian Open   | Roland Garros  | Roland Garros      | Wimbledon      | Wimbledon        | US Open        | US Open           |
| Év         | Eredmény        | Utolsó ellenfél   | Eredmény       | Utolsó ellenfél    | Eredmény       | Utolsó ellenfél  | Eredmény       | Utolsó ellenfél   |
| 2012       | –               | –                 | 1. kör         | Ana Ivanović       | –              | –                | 2. kör         | Jelena Janković   |
| 2013       | 1. kör          | Hszie Su-vej      | –              | –                  | 1. kör         | L Curenko        | 1. kör         | Jamie Hampton     |
| 2014       | 1. kör          | Vesna Dolonc      | Selejtező(Q1)  | Selejtező(Q1)      | Selejtező(Q1)  | Selejtező(Q1)    | Selejtező(Q3)  | Selejtező(Q3)     |
| 2015       | 2. kör          | Yanina Wickmayer  | 1. kör         | Bacsinszky Tímea   | 2. kör         | Camila Giorgi    | 1. kör         | Bojana Jovanovski |
| 2016       | 2. kör          | Varvara Lepchenko | 1. kör         | Hszie Su-vej       | 2. kör         | Darja Kaszatkina | 1. kör         | J Svedova         |
| 2017       | 1. kör          | J Putyinceva      | 1. kör         | Dominika Cibulková | 1. kör         | Anett Kontaveit  | 1. kör         | Jeļena Ostapenko  |
| 2018       | 2. kör          | Barbora Strýcová  | 2. kör         | Petra Kvitová      | 2. kör         | Hszie Su-vej     | 2. kör         | Barbora Strýcová  |
| 2019       | 1. kör          | Alizé Cornet      | –              | –                  | –              | –                | Selejtező (Q2) | Selejtező (Q2)    |
| 2020       | Selejtező (Q3)  | Selejtező (Q3)    | Selejtező (Q1) | Selejtező (Q1)     | elmaradt       | elmaradt         | –              | –                 |
| 2021       | Selejtező (Q1)  | Selejtező (Q1)    | 1. kör         | Varvara Gracsova   | Selejtező (Q1) | Selejtező (Q1)   | Selejtező (Q2) | Selejtező (Q2)    |
| 2022       | Selejtező (Q1)  | Selejtező (Q1)    |                |                    |                |                  |                |                   |

## Év végi világranglista-helyezései
| Év     | 2008 | 2009 | 2010 | 2011 | 2012 | 2013 | 2014 | 2015 | 2016 | 2017 | 2018 | 2019 | 2020 | 2021 |
| Egyéni | 725. | 458. | 396. | 167. | 77.  | 100. | 88.  | 86.  | 69.  | 84.  | 84.  | 157. | 164. | 219. |
| Páros  | –    | 495. | 307. | 176. | 211. | 106. | 64.  | 31.  | 61.  | 78.  | 39.  | 52.  | 83.  | 137. |